# 齿裂垂叶蒿
齿裂垂叶蒿（学名：Artemisia flaccida var. meiguensis）为菊科蒿属下的一个变种。